# Pedro Benito Antonio Quevedo y Quintano
Pedro Benito Antonio Quevedo y Quintano (né le 12 janvier 1736 à Villanueva del Fresno et mort le 27 mars 1818 à Ourense) est un cardinal espagnol du début du XIXe siècle. 

## Biographie
Quevedo est élu évêque d'Ourense en 1776. Il accueille le clergé français en exil dans son diocèse et est le fondateur du séminaire d'Odense. Quebedo refuse à accepter la constitution de 1812 et est exilé au Portugal  en 1812-1814. Il retourne dans son diocèse en 1814, après le retour du roi Ferdinand VII d'Espagne.
Le pape Pie VII le crée cardinal in pectore lors du consistoire du 8 mars 1816. Sa création est publiée le 23 septembre 1816, il ne reçut jamais de titre.

### Source
- Fiche du cardinal sur le site de la FIU